# Saint-Remy-le-Petit
Saint-Remy-le-Petit är en kommun i departementet Ardennes i regionen Grand Est (tidigare regionen Champagne-Ardenne) i nordöstra Frankrike. Kommunen ligger  i kantonen Asfeld som ligger i arrondissementet Rethel. År 2022 hade Saint-Remy-le-Petit 55 invånare.

## Befolkningsutveckling
Antalet invånare i kommunen Saint-Remy-le-Petit
Referens: INSEE